# Hou Sogn (Langeland Kommune)

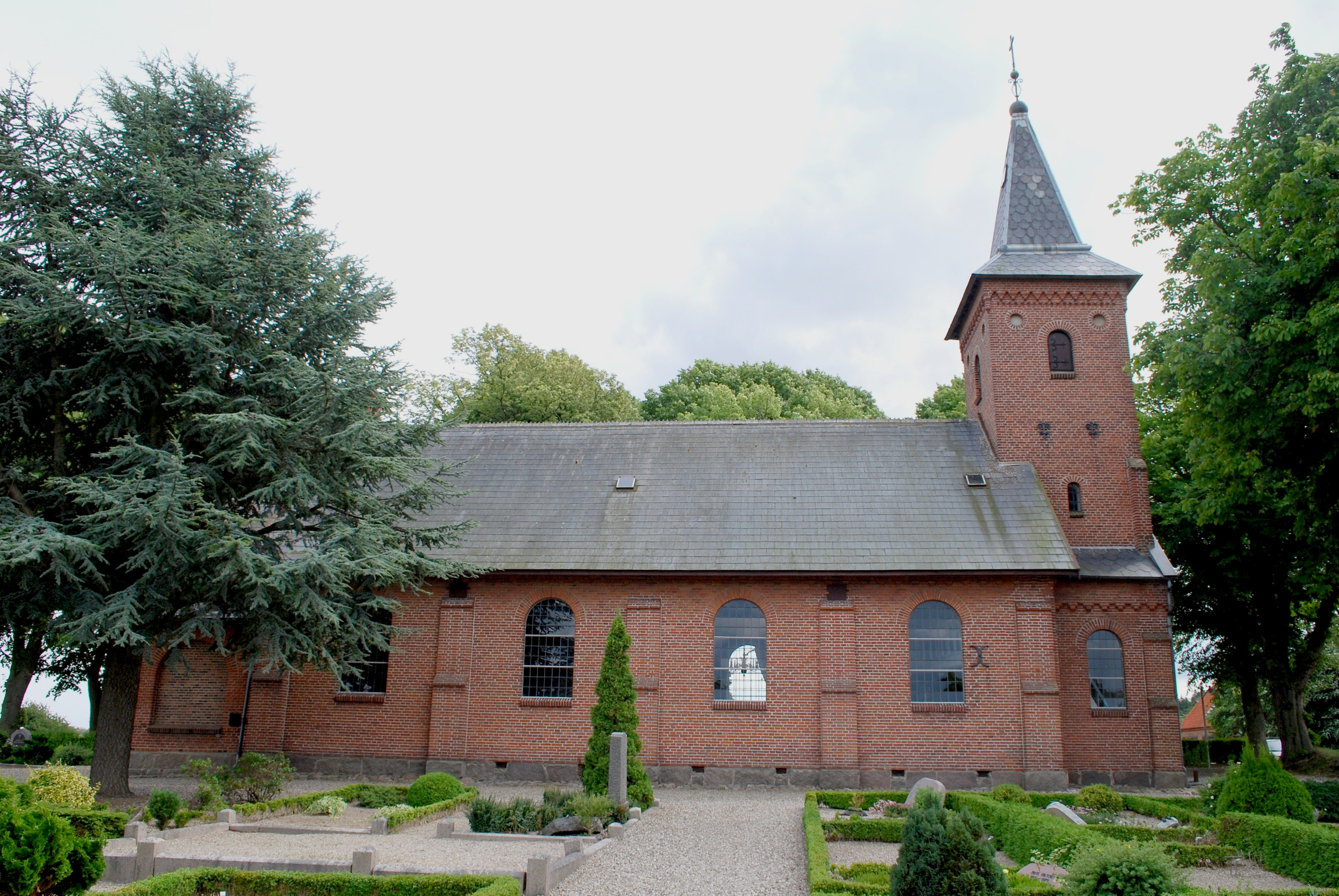
Hou Kirke

Hou Sogn ist eine Kirchspielsgemeinde (dän.: Sogn)
auf der Insel Langeland im Großen Belt im südlichen Dänemark.
Bis 1970 gehörte sie zur Harde Langelands Nørre Herred im damaligen Svendborg Amt, danach zur Tranekær Kommune im
Fyns Amt, die im Zuge der  Kommunalreform zum 1. Januar 2007 in der
Langeland Kommune in der Region Syddanmark aufgegangen ist.
Im Kirchspiel leben 530 Einwohner, davon 433 im Kirchdorf Lohals (Stand: 1. Januar 2023).
Im Kirchspiel liegt die Hou Kirke.
Nachbargemeinden sind im Süden Stoense Sogn und Snøde Sogn.